# Paraxiopsis pindatyba
Paraxiopsis pindatyba är en kräftdjursart som först beskrevs av Rodrigues och Brian Frederick Kensley 1991.  Paraxiopsis pindatyba ingår i släktet Paraxiopsis och familjen Axiidae. Inga underarter finns listade i Catalogue of Life.